# Мишићи горњих удова
С обзиром на свој положај, припоје и дејство, сви мишићи горњег уда сврстани су у следеће групе: мишићи рамена, мишићи надлакта, мишићи подлакта и мишићи шаке.

## Мишићи рамена
Мишићи рамена врше покрете руке у свим правцима око кугластог зглоба рамена. Рамени мишићи повезују горњи окрајак раменице (humerus) с костима раменог појаса. У њих убрајамо један бочни, делтасти и 5 задњих, који покривају предњу и задњу страну лопатице, а у функционалном погледу, поред ових, убрајају се и костохумерални мишићи и спинохумерални мишићи. Мишићи рамена окружују зглоб рамена и граде зидове пазушне јаме (fossa axillaris). Све их можемо поделити на предњу, унутрашњу, задњу и спољашњу мишићну групу. У предњој групи су костохумерални мишићи, који се припајају на предњој страни грудног коша и завршавају на костима рамена: велики (m. pectoralis major) и мали грудни мишић (m. pectoralis minor), и подкључни мишић (m. subclavius). У унутрашњој групи се налази још један костохумерални мишић, предњи зупчасти мишић (m. serratus anterior), који покрива велики део бочног зида грудног коша и истовремено гради унутрашњи зид пазушне јаме. Задњу групу мишића рамена чине подлопатични мишић (m. subscapularis), надгребени мишић (m. supraspinatus), подгребени мишић (m. infraspinatus), велики обли мишић и мали обли мишић (m. teres minor), а у ову групу се убрајају и спинохумерални мишићи, који по свом положају припадају мишићима задњег зида грудног коша, док су по функцији везани за рамени појас: велики ромбасти мишић и мали ромбасти мишић (m. rhomboideus minor), подизач лопатице (m. levator scapulae), трапезни мишић (m. trapezius), и најшири леђни мишић.

## Мишићи надлакта
Мишићи надлакта подељени су раменицом и међумишићним преградама на предњу и задњу групу. Задњу групу чини само један велики, снажан троглави мишић надлакта (m. triceps brachii) који полази са лопатице и раменице помоћу своје 3 главе: дуга глава (caput longum), спољашња глава (caput laterale) и унутрашња глава (caput mediale). Мишићи предње групе подељени у два слоја – површни и дубоки слој. У површном се налази двоглави мишић надлакта (m. biceps brachii) са своје двије главе, дуга (caput longum) и кратка (caput breve) , а у дубоком се налазе кљунасто-раменични мишић (m. coracobrachialis) и надлакани мишић.

## Мишићи подлакта
У подлактици се налази 20 мишића, који су подељени у 3 функционалне ложе, предњу, спољашњу и задњу. Предњој групи припада 8 мишића, од којих су 2 пронатори подлакта (m. pronator teres, m. pronator quadratus), а остали су флексори ручја и прстију (m. flexor carpi radialis, m. palmaris longus, m. flexor carpi ularis, m. flexor digitorum superficialis, m. flexor digitorum profundus, m. flexor pollicis longus). Спољна група садржи 2 спољна екстензора ручја (m. extensor carpi radialis longus, m. extensor carpi radialis brevis) и 2 супинатора подлакта (m. supinator, m. brachioradialis). У задњој групи налазе се 8 мишића који су екстензори ручја и прстију шаке (m. extensor digitorum, m. extensor digiti minimi, m. extensor carpi ulnaris, m. extensor pollicis brevis, m. extensor pollicis longus, m. extensor indicis, m. anconeus, m. abductor pollicis longus).

## Мишићи шаке
Мишићи шаке се налазе на дланској страни доручја. Сви се они могу груписати у 3 групе: спољашњу, средњу и унутрашњу.